# Максюта Ілля Михайлович
Ілля́ Миха́йлович Максю́та (1911—1943) —  Герой Радянського Союзу (1944, посмертно).

## Життєпис
Народився 1 січня 1911 року в селі Роздолля (нині у Первомайському район Харківської області України) у селянській родині. Українець. Освіта початкова. Працював у колгоспі, пізніше на шахті в місті Єнакієве Донецької області.
З 1941 року в РСЧА. У діючій армії на фронтах німецько-радянської війни з 1942 року. Відзначився під час битви за Дніпро.
Командир відділення 26-го окремого штурмового інженерно-саперного батальйону (40-а армія, Воронезький фронт) сержант Максюта з групою саперів у кількості 7-ми чоловік 1 жовтня 1943 року переправився на правий берег Дніпра в районі села Балико-Щучинка (Кагарлицький район Київської області) гранатами закидав і знищив вогневу точку противника та вбив за час наступу багатьох гітлерівців.
Загинув 3 жовтня 1943 року в боях за утримання плацдарму. Похований у братській могилі селі Яшники (у Переяславському районі). Після затоплення села в 1976 році Канівським водосховищем, можливо, був перепохований у Дівичках або Стовп'ягах, оскільки у той час відбувалося несистемне перезахоронення без особливої уваги до останків полеглих воїнів.

## Звання та нагороди
10 січня 1944 року І. М. Максюті посмертно присвоєно звання Героя Радянського Союзу.
Також нагороджений:
- орденом Леніна
- орденом Червоної Зірки
- медаллю